# جيم هارجريفز
جيم هارجريفز هو لاعب هوكي الجليد كندي، ولد في 2 مايو 1950 في وينيبيغ في كندا.

## وصلات خارجية
- جيم هارجريفز على موقع دوري الهوكي الوطني (الإنجليزية)
- جيم هارجريفز على موقع قاعة مشاهير الهوكي (لاعب أن.إتش.أل) (الإنجليزية)
- جيم هارجريفز على موقع EliteProspects.com (الإنجليزية)
- جيم هارجريفز على موقع HockeyDB.com (الإنجليزية)
- جيم هارجريفز على موقع Hockey-Reference.com (الإنجليزية)